# 比乌伦-奥尔科斯
比乌伦-奥尔科斯（西班牙語：Biurrun-Olcoz）是西班牙纳瓦拉的一个市镇。总面积16平方公里，总人口185人（2001年），人口密度12人/平方公里。